# Bahnstrecke Leipzig–Eilenburg
| | |                                                              |                                                              |
| Streckennummer: | 6360; sä. LE 6371 (Abzw Le-Anger–Abzw Le-Heiterblick)                                               |                                                              |                                                              |
| Kursbuchstrecke (DB): | 215, 228                                                                                            |                                                              |                                                              |
| Kursbuchstrecke: | 153 (1934) 153b (Leipzig Eilenb Bf – Taucha (b Leipzig) 1934) 178 (1946) 210 (Leipzig–Cottbus 1968) |                                                              |                                                              |
| Streckenlänge: | 24,66 (bis 1942 23,625) km                                                                          |                                                              |                                                              |
| Spurweite: | 1435 mm (Normalspur)                                                                                |                                                              |                                                              |
| Stromsystem: | 15 kV, 16,7 Hz ~                                                                                    |                                                              |                                                              |
| Maximale Neigung: | 11 ‰                                                                                                |                                                              |                                                              |
| Minimaler Radius: | 350 m                                                                                               |                                                              |                                                              |
| Streckengeschwindigkeit: | 120 km/h                                                                                            |                                                              |                                                              |
| Zweigleisigkeit: | Abzw Leipzig-Anger–Leipzig-Schönefeld Abzw Leipzig-Heiterblick–Eilenburg                            |                                                              |                                                              |
| | |                                                              |                                                              |
| \| \| −1,034 \| Leipzig Hbf \| Leipzig Hbf \| \| \| \| nach Geithain, nach Dresden-Neustadt \| \| \| \| \| nach Leipzig-Wahren und nach Großkorbetha \| \| \| \| \| nach Eltersdorf und nach Trebnitz \| \| \| \| \| von Leipzig Bayerischer Bahnhof (City-Tunnel) \| \| \| \| 1,520 \| Leipzig Nord (seit 2013) \| Leipzig Nord (seit 2013) \| \| \| 1,686 \| Beginn Strecke 6360 \| Beginn Strecke 6360 \| \| \| \| \| \| \| \| \| Krbw Mockau, Leipzig Hbf–Trebnitz und Leipzig Hbf–Eltersdorf \| \| \| \| \| \| \| \| \| \| von Leipzig-Wahren (2016–2019) \| \| \| \| 3,083 \| Abzw Leipzig-Thekla Westkopf (2016–2019) \| Abzw Leipzig-Thekla Westkopf (2016–2019) \| \| \| 3,375 \| Leipzig Mockauer Straße (seit 2019) \| Leipzig Mockauer Straße (seit 2019) \| \| \| \| von Leipzig-Wahren (Güterring) \| \| \| \| 4,687 \| Leipzig-Thekla \| Leipzig-Thekla \| \| \| \| \| \| \| \| 0,000 \| Leipzig Eilenburger Bf \| Leipzig Eilenburger Bf \| \| \| \| Anst VEB Sachsenbräu \| \| \| \| \| Anst Maschinenfabrik Karl Krause \| \| \| \| 1,660 \| Krbw Stötteritz, Leipzig-Connewitz–Leipzig Hbf \| Krbw Stötteritz, Leipzig-Connewitz–Leipzig Hbf \| \| \| 1,945 \| Zweinaundorfer Straße \| Zweinaundorfer Straße \| \| \| \| von Leipzig-Connewitz (Güterring) \| \| \| \| 2,188 \| Abzw Leipzig-Anger (Stellwerk 1899–2009) \| Abzw Leipzig-Anger (Stellwerk 1899–2009) \| \| \| \| \| \| \| \| \| nach Leipzig-Engelsdorf (Güterring) \| \| \| \| \| \| \| \| \| \| Geithain–Leipzig Hbf Dresden-Neustadt–Leipzig Hbf \| \| \| \| \| \| \| \| \| \| von Leipzig-Engelsdorf (Güterring) \| \| \| \| 4,537 \| Leipzig-Schönefeld \| Leipzig-Schönefeld \| \| \| \| \| \| \| \| 5,40 \| Krbw Thekla, Le-Wahren–Le-Engelsdorf (Güterring) \| Krbw Thekla, Le-Wahren–Le-Engelsdorf (Güterring) \| \| \| 6,092 5,543 \| Rostocker Straße \| Rostocker Straße \| \| \| \| \| \| \| \| 6,611 6,619 \| \| \| \| \| 6,730 \| Anst Hauptwerkstatt Heiterblick der LVB \| Anst Hauptwerkstatt Heiterblick der LVB \| \| \| 7,000 \| Leipzig-Heiterblick (Hp Abzw) \| Leipzig-Heiterblick (Hp Abzw) \| \| \| 9,133 \| Taucha (b Leipzig) \| Taucha (b Leipzig) \| \| \| 9,349 \| Portitzer Straße (planfrei seit 2019) \| Portitzer Straße (planfrei seit 2019) \| \| \| 13,089 \| Pönitz (b Leipzig) \| Pönitz (b Leipzig) \| \| \| 15,579 \| Jesewitz (b Leipzig) \| Jesewitz (b Leipzig) \| \| \| 19,146 \| Bk Wölpern (seit 1908) \| Bk Wölpern (seit 1908) \| \| \| 19,693 \| Wölpern \| Wölpern \| \| \| 19,911 \| Bk Wölpern (bis 1908) \| Bk Wölpern (bis 1908) \| \| \| \| von Halle (Saale) Hbf \| \| \| \| 23,084 \| Eilenburg \| Eilenburg \| \| \| \| nach Wurzen \| \| \| \| \| nach Cottbus Hbf und nach Pretzsch \| \| | |                                                              |                                                              |
| Kopfbahnhof Streckenanfang | −1,034                                                                                              | Leipzig Hbf                                                  | Leipzig Hbf                                                  |
| Abzweig geradeaus und nach rechts | | nach Geithain, nach Dresden-Neustadt                         | nach Geithain, nach Dresden-Neustadt                         |
| Abzweig geradeaus und nach links | | nach Leipzig-Wahren und nach Großkorbetha                    | nach Leipzig-Wahren und nach Großkorbetha                    |
| Abzweig geradeaus und nach rechts | | nach Eltersdorf und nach Trebnitz                            | nach Eltersdorf und nach Trebnitz                            |
| Abzweig geradeaus und von links | | von Leipzig Bayerischer Bahnhof (City-Tunnel)                | von Leipzig Bayerischer Bahnhof (City-Tunnel)                |
| Haltepunkt / Haltestelle | 1,520                                                                                               | Leipzig Nord (seit 2013)                                     | Leipzig Nord (seit 2013)                                     |
| Kilometer-Wechsel | 1,686                                                                                               | Beginn Strecke 6360                                          | Beginn Strecke 6360                                          |
| | |                                                              |                                                              |
| Kreuzung geradeaus unten | | Krbw Mockau, Leipzig Hbf–Trebnitz und Leipzig Hbf–Eltersdorf | Krbw Mockau, Leipzig Hbf–Trebnitz und Leipzig Hbf–Eltersdorf |
| | |                                                              |                                                              |
| Abzweig geradeaus und ehemals von links | | von Leipzig-Wahren (2016–2019)                               | von Leipzig-Wahren (2016–2019)                               |
| ehemalige Blockstelle | 3,083                                                                                               | Abzw Leipzig-Thekla Westkopf (2016–2019)                     | Abzw Leipzig-Thekla Westkopf (2016–2019)                     |
| Haltepunkt / Haltestelle | 3,375                                                                                               | Leipzig Mockauer Straße (seit 2019)                          | Leipzig Mockauer Straße (seit 2019)                          |
| Abzweig geradeaus und von links | | von Leipzig-Wahren (Güterring)                               | von Leipzig-Wahren (Güterring)                               |
| Bahnhof | 4,687                                                                                               | Leipzig-Thekla                                               | Leipzig-Thekla                                               |
| Strecke | |                                                              |                                                              |
| Kopfbahnhof Streckenanfang (Strecke außer Betrieb) · Strecke | 0,000                                                                                               | Leipzig Eilenburger Bf                                       | Leipzig Eilenburger Bf                                       |
| Abzweig geradeaus und nach rechts (Strecke außer Betrieb) · Strecke | | Anst VEB Sachsenbräu                                         | Anst VEB Sachsenbräu                                         |
| Abzweig geradeaus und nach links (Strecke außer Betrieb) · Strecke | | Anst Maschinenfabrik Karl Krause                             | Anst Maschinenfabrik Karl Krause                             |
| Kreuzung geradeaus unten (Strecken außer Betrieb) · Strecke | 1,660                                                                                               | Krbw Stötteritz, Leipzig-Connewitz–Leipzig Hbf               | Krbw Stötteritz, Leipzig-Connewitz–Leipzig Hbf               |
| Brücke (Strecke außer Betrieb) · Strecke | 1,945                                                                                               | Zweinaundorfer Straße                                        | Zweinaundorfer Straße                                        |
| Strecke von rechts und von halblinks · Strecke | | von Leipzig-Connewitz (Güterring)                            | von Leipzig-Connewitz (Güterring)                            |
| Blockstelle Streckenende · Strecke | 2,188                                                                                               | Abzw Leipzig-Anger (Stellwerk 1899–2009)                     | Abzw Leipzig-Anger (Stellwerk 1899–2009)                     |
| Überleitstelle / Spurwechsel links · Strecke | |                                                              |                                                              |
| Strecke nach rechts und nach rechts · Strecke | | nach Leipzig-Engelsdorf (Güterring)                          | nach Leipzig-Engelsdorf (Güterring)                          |
| | |                                                              |                                                              |
| Kreuzung geradeaus oben · Strecke | | Geithain–Leipzig Hbf Dresden-Neustadt–Leipzig Hbf            | Geithain–Leipzig Hbf Dresden-Neustadt–Leipzig Hbf            |
| | |                                                              |                                                              |
| Abzweig geradeaus und von rechts · Strecke | | von Leipzig-Engelsdorf (Güterring)                           | von Leipzig-Engelsdorf (Güterring)                           |
| Dienststation / Betriebs- oder Güterbahnhof · Abzweig geradeaus und nach halblinks | 4,537                                                                                               | Leipzig-Schönefeld                                           | Leipzig-Schönefeld                                           |
| Strecke · Strecke von halblinks · Strecke nach halbrechts und von halbrechts | |                                                              |                                                              |
| Abzweig geradeaus und nach links · Kreuzung rechts | 5,40                                                                                                | Krbw Thekla, Le-Wahren–Le-Engelsdorf (Güterring)             | Krbw Thekla, Le-Wahren–Le-Engelsdorf (Güterring)             |
| Strecke mit Straßenbrücke · Strecke mit Straßenbrücke | 6,092 5,543                                                                                         | Rostocker Straße                                             | Rostocker Straße                                             |
| Abzweig geradeaus und von links · Strecke nach rechts | |                                                              |                                                              |
| Blockstelle | 6,611 6,619                                                                                         |                                                              |                                                              |
| Abzweig geradeaus und ehemals nach links | 6,730                                                                                               | Anst Hauptwerkstatt Heiterblick der LVB                      | Anst Hauptwerkstatt Heiterblick der LVB                      |
| Haltepunkt / Haltestelle | 7,000                                                                                               | Leipzig-Heiterblick (Hp Abzw)                                | Leipzig-Heiterblick (Hp Abzw)                                |
| Bahnhof | 9,133                                                                                               | Taucha (b Leipzig)                                           | Taucha (b Leipzig)                                           |
| Brücke | 9,349                                                                                               | Portitzer Straße (planfrei seit 2019)                        | Portitzer Straße (planfrei seit 2019)                        |
| Haltepunkt / Haltestelle | 13,089                                                                                              | Pönitz (b Leipzig)                                           | Pönitz (b Leipzig)                                           |
| Bahnhof | 15,579                                                                                              | Jesewitz (b Leipzig)                                         | Jesewitz (b Leipzig)                                         |
| ehemalige Blockstelle | 19,146                                                                                              | Bk Wölpern (seit 1908)                                       | Bk Wölpern (seit 1908)                                       |
| ehemaliger Haltepunkt / Haltestelle | 19,693                                                                                              | Wölpern                                                      | Wölpern                                                      |
| ehemalige Blockstelle | 19,911                                                                                              | Bk Wölpern (bis 1908)                                        | Bk Wölpern (bis 1908)                                        |
| Abzweig geradeaus und von links | | von Halle (Saale) Hbf                                        | von Halle (Saale) Hbf                                        |
| Bahnhof | 23,084                                                                                              | Eilenburg                                                    | Eilenburg                                                    |
| Abzweig geradeaus und nach rechts | | nach Wurzen                                                  | nach Wurzen                                                  |
| Strecke | | nach Cottbus Hbf und nach Pretzsch                           | nach Cottbus Hbf und nach Pretzsch                           |

Die Bahnstrecke Leipzig–Eilenburg ist eine überwiegend zweigleisige, elektrifizierte Hauptbahn in Sachsen, die ursprünglich von der Halle-Sorau-Gubener Eisenbahn-Gesellschaft als Eilenburger Eisenbahn erbaut und betrieben wurde. Sie verläuft von Leipzig nach Eilenburg und ist Teil der Fernverbindung von Leipzig nach Cottbus.

## Geschichte

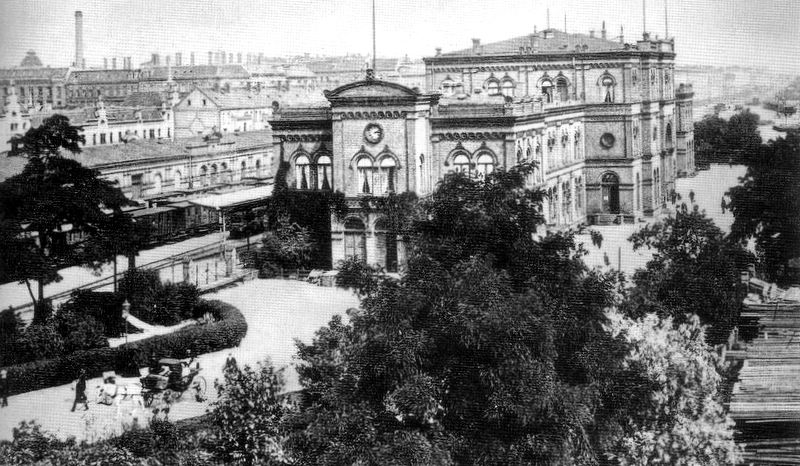
Leipzig Eilenburger Bahnhof (1905)

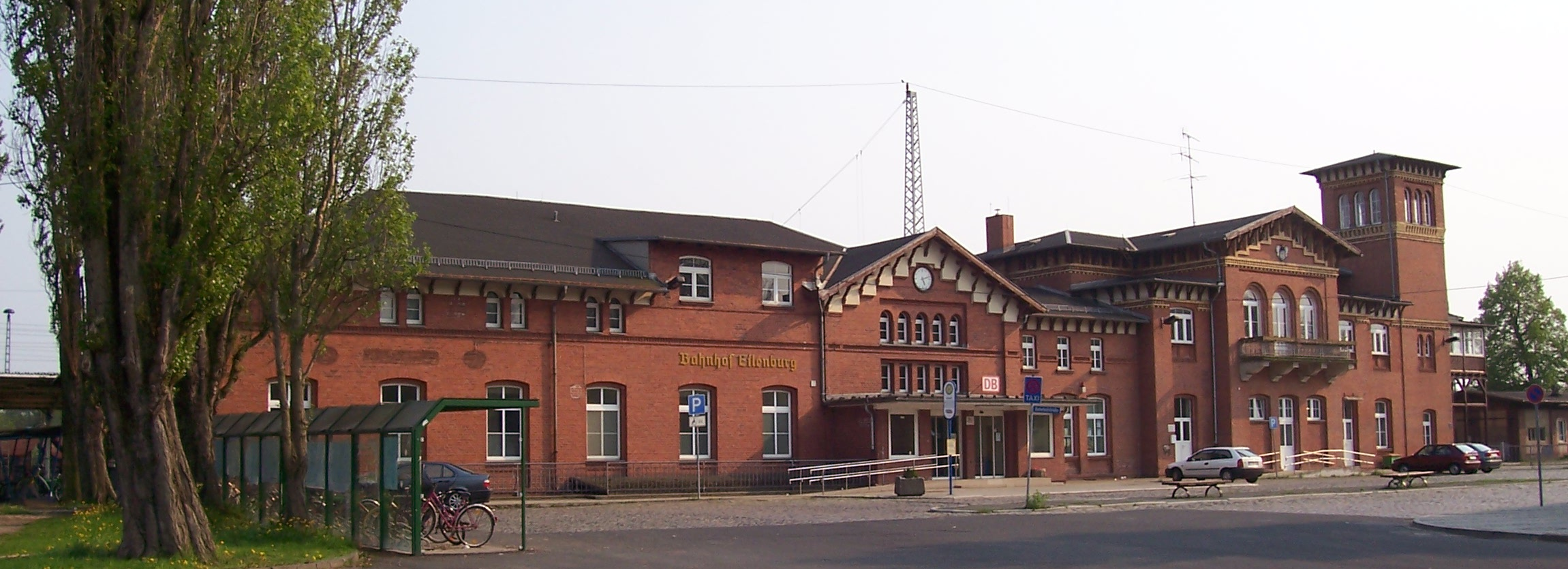
Bahnhof Eilenburg (2008)

Die Strecke zweigt in Eilenburg von der 1872 erbauten Bahnstrecke Halle–Cottbus ab. Die Strecke führt über Jesewitz und Taucha nach Leipzig und ist 23,6 Kilometer lang. Am 1. November 1874 wurde die Strecke als Verbindung zur Leipzig-Dresdner Eisenbahn eröffnet. In Leipzig diente der am damaligen östlichen Stadtrand gelegene Eilenburger Bahnhof als Endpunkt. Dass die Strecke Leipzig–Eilenburg, die seit Jahrzehnten und insbesondere im Reiseverkehr deutlich bedeutender als der Abschnitt Halle–Eilenburg der eigentliche Stammstrecke Halle–Cottbus eine Zweigstrecke ist, ist bis heute an der Einbindung in den Bahnhof Eilenburg sichtbar. Die Gleise der Stammstrecke Halle–Cottbus führen auf dem Westkopf durch die Stammgleise der Weichen. Die Trennungsweichen weisen zwar seit Jahrzehnten Zweiggleisradien von 1200 Metern auf, doch Fahrten von und nach Leipzig werden mit 100 km/h signalisiert, Fahrten von und nach Halle mit Streckengeschwindigkeit.
Im Jahre 1884 ging die Strecke als Teil der Halle-Sorau-Gubener Eisenbahn in der Preußischen Staatsbahn und am 1. April 1920 in der Deutschen Reichsbahn auf. Ab 1942 wurde der Personenverkehr von und zum Eilenburger Bahnhof vollständig eingestellt. Alle Züge verkehrten fortan nach Leipzig Hauptbahnhof.
Nach dem Zweiten Weltkrieg wurde auf dieser Strecke das zweite Streckengleis abgebaut. Die Strecke Leipzig Hbf–Eilenburg war zeitweise das westlichste Teilstück der ab 1968 unter der Kursbuchnummer 210 geführten, 149,2 km langen Strecke Leipzig Hbf–Falkenberg(Elster)–Cottbus/Chosebuz. Seit 1977 ist die Strecke zwischen Eilenburg und Jesewitz wieder zweigleisig in Betrieb. In diesem Zusammenhang wurde im Bahnhof Jesewitz (b Leipzig) ein elektromechanisches Stellwerk der Bauform S&H 1912 mit Hl-Lichtsignalen errichtet. Ein Jahr später folgte der zweigleisige Ausbau zwischen der Abzweigstelle Heiterblick und Taucha (b Leipzig), 1980 wurde auf der Teilstrecke zwischen Taucha und Jesewitz das zweite Gleis wieder aufgebaut. Wegen nicht ausreichend profilfreier Brückenöffnungen und der Dammbreite zwischen Mockau und Thekla ist der Abschnitt Leipzig Hbf–Heiterblick bis heute eingleisig. 1982 wurde das elektromechanische Stellwerk B1 im Bahnhof Leipzig-Thekla umgebaut und erweitert. In diesem Zusammenhang wurden neue Lichtsignale aufgestellt. Sie ersetzten die letzten im Raum Leipzig, die noch die alten H/V-Begriffe Hl 100–102 und Vl 100–102 zeigten. Die Elektrifizierung erfolgte 1988. Von 2016 bis Ende 2019 wurde der Abschnitt zwischen Leipzig Nord und Taucha mit der Parthequerung in diesem Bereich gemeinsam mit der Güterringstrecke Wahren–Engelsdorf saniert. Dabei wurden mehrere Brücken neugebaut und am 15. Dezember 2019 der neue Haltepunkt Leipzig Mockauer Straße in Betrieb genommen, welcher auch eine Bahnsteigkante am Güterringgleis Wahren–Schönefeld aufweist. Die Bahnhöfe Leipzig-Thekla und Taucha erhielten im Rahmen dieser Bauarbeiten bis Ende November 2019 zeitgemäße Reiseverkehrsanlagen. Die Weichenverbindungen zwischen den Strecken wurden im Bahnhof Leipzig-Thekla ausgebaut, damit wurde auch der Neubau des Kreuzungsbauwerkes Mockau vorbereitet. Für die Betriebsführung während der Bauzeit mit mehreren Zwischenzuständen wurde eine Bauabzweigstelle Thekla West eingerichtet. Für das erforderliche Stellwerk wurden zwei Container hinter dem Stellwerk 1 des Bahnhofs Thekla aufgestellt.

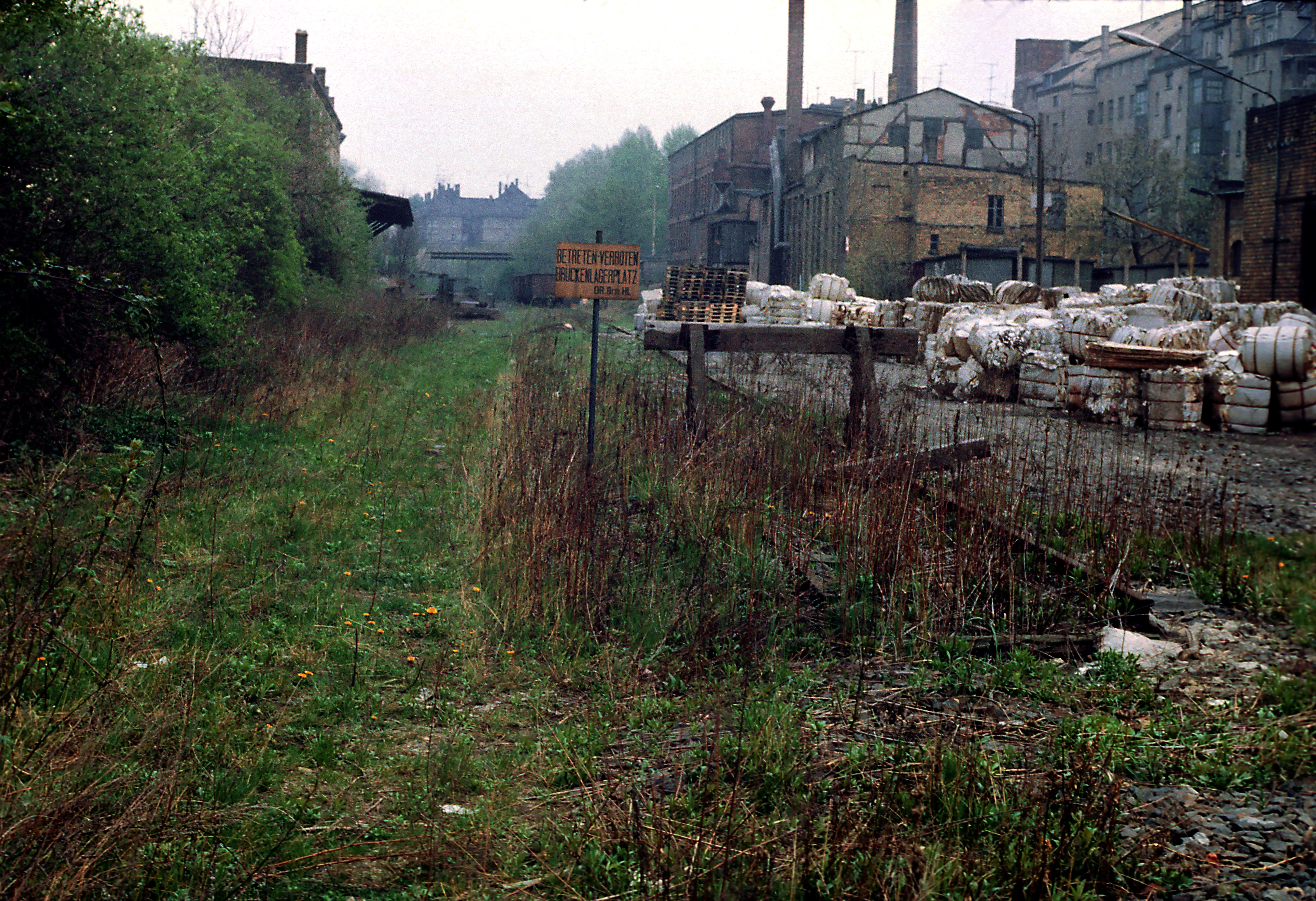
Gleisende östlich der Riebeckstraße im Mai 1983, im Hintergrund die Brücke Martinstraße

Der Abschnitt zwischen Leipzig Eilenburger Bahnhof und der Abzw Anger wurde bis etwa 1973 von Übergabezügen für die örtlichen Anschließer bedient. Im Eilenburger Bahnhof bestand eine Überladerampe für »Culemeyer«-Straßenroller. Nach der endgültigen Schließung des Bahnhofes wurde das ehemalige Streckengleis bis zur Riebeckstraße verkürzt. Letzte Anschließer waren das Brückenlager der Brückenmeisterei Halle und die Buchbindereimaschinenwerke des Kombinates Polygraph, vormals Maschinenfabrik Karl Krause. Beim Umbau des Stellwerkes Abzw Anger um 1988 wurde das ehemalige Streckengleis noch berücksichtigt. Kurz nach der Jahrtausendwende wurde das Anschlussgleis an der Abzw Anger abgebunden. Die ungenutzten Überbauten der EÜ Zweinaundorfer Straße wurden vor 1998 ausgebaut. Das Planum entwickelte sich zur Grünschneise mit Fuß- und Radweg zwischen dem »Lene-Voigt-Park« auf dem Gelände des ehemaligen Eilenburger Bahnhofs und dem neuen Haltepunkt Anger-Crottendorf.

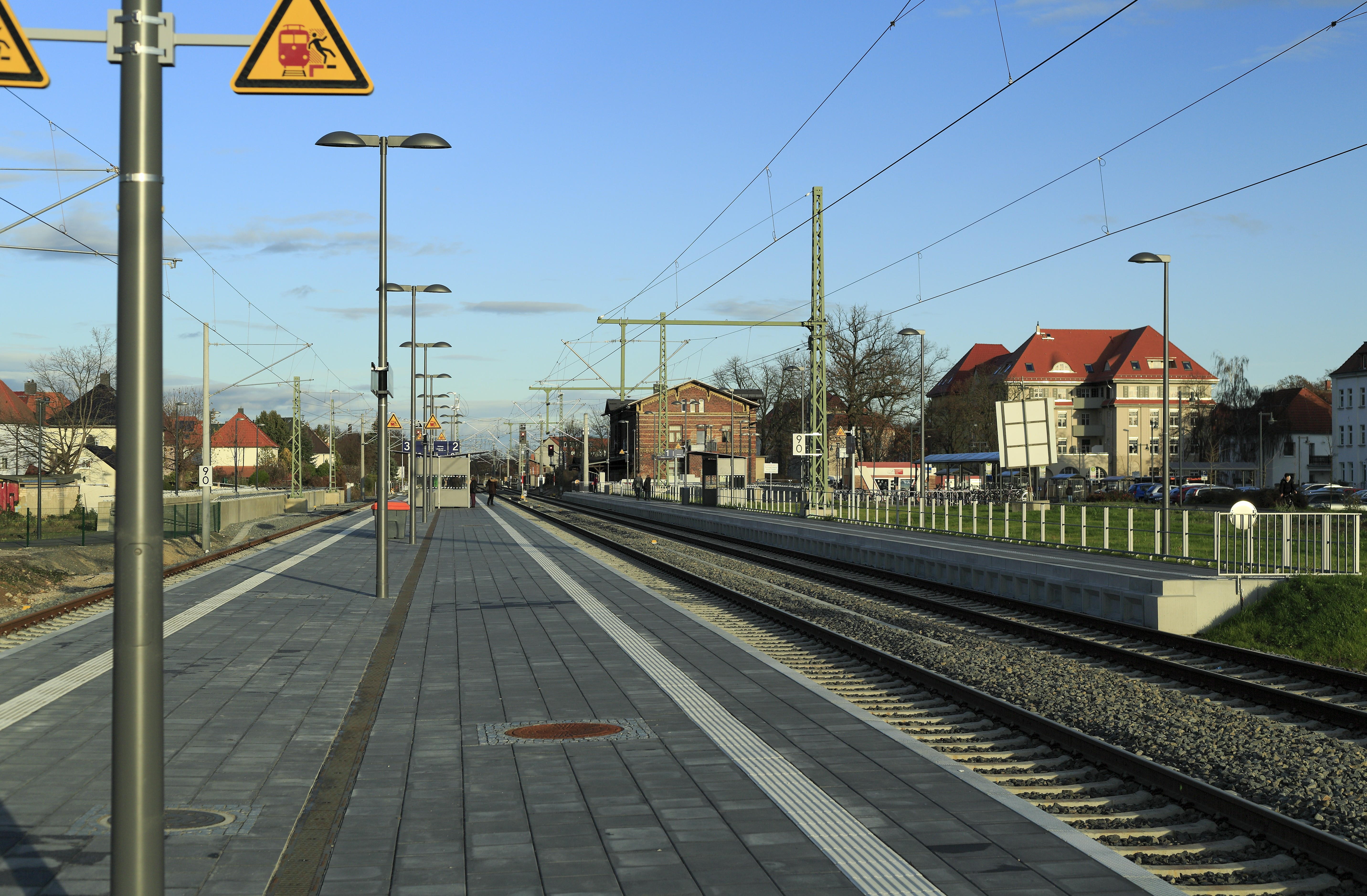
Bahnhof Taucha nach der Modernisierung

Zwischen Oktober 2017 und November 2019 wurde der Bahnhof Taucha umgebaut. Die bisherigen Zwischenbahnsteige wurden durch einen Inselbahnsteig ersetzt, der über eine Unterführung barrierefrei erreichbar ist. Ferner errichtete man neue Brücken über die Portitzer Straße und den Lösegraben. Der am 30. Juli 2018 in Betrieb genommene neue Hausbahnsteig liegt nicht mehr vor dem ehemaligen Empfangsgebäude, sondern wurde in Richtung Busbahnhof verschoben. Seit der Inbetriebnahme eines elektronischen Stellwerkes der Bauart Thales in Taucha im November 2019 ist zwischen Taucha und Heiterblick Gleiswechselbetrieb möglich. Der Bahnübergang nahe dem Gerichtsweg am ehemaligen Stellwerk Tw wurde aufgegeben. Der Wegübergang Portitzer Straße am bisherigen Stellwerk To wurde durch ein Brückenbauwerk ersetzt. Die beiden alten Stellwerke wurden abgebrochen.

## Fahrplan und Fahrzeugeinsatz
Aktuell verkehren auf dieser Strecke im Reiseverkehr Züge der Linien RE 10 Leipzig–Cottbus–Frankfurt (Oder), RE 11 Leipzig–Hoyerswerda und S4 Markkleeberg-Gaschwitz–Leipzig–Eilenburg–Torgau–Falkenberg (Elster). Zwischen Leipzig Hbf und Taucha verkehrt die S4 täglich im Halbstundentakt. Durch die Verknüpfung der im Zweistundentakt verkehrenden RE-Linie in den S-Bahn-Takt ergibt sich bis Torgau über Eilenburg ein täglicher Halbstundentakt; dabei werden jedoch nicht alle Zugangsstellen bedient. Auf den Linien RE 10/11 verkehren stets zwei Triebwagen des Typs Siemens Mireo, da die Züge bis Falkenberg vereinigt fahren und dort geflügelt werden. Auf der Linie S4 kommen drei- und vierteilige Triebwageneinheiten der Baureihe 442 überwiegend als Solozug zum Einsatz. Die S4 ersetzte die bis Dezember 2013 verkehrenden Züge der Linien RE 11 und RB 115.